# Kranssparris
Kranssparris (Asparagus verticillatus) är en växtart i familjen sparrisväxter.